# Registrul de la Oradea
Registrul de la Oradea (latină: Regestrum Varadinense; în maghiară Váradi Regestrum) este un document unde sunt înregistrate o mulțime de procese judiciare cu ordalie. Ordaliile s-au ținut sub auspiciile clericilor capitolului catedralei din Oradea în primele decenii ale secolului al XIII-lea. Potrivit istoricului Florin Curta, acest registru este „unul dintre cele mai remarcabile documente de istorie socială din Transilvania medievală”.
Documentul este o sursă importantă pentru istoria Regatului Ungariei și prin urmare a Transilvaniei. Sunt menționate 711 nume de locuri și 2.500 de persoane, în 43 de comitate ce aparțineau Ungariei, inclusiv multe toponime ale unor așezăminte care nu mai există astăzi. 
Tranzacțiile juridice sunt legate de contracte, testamente și alte chestiuni, cum ar fi dosare penale (furt, incendiere) sau eliberarea iobagilor, în principal din împrejurimile mai largi ale Oradiei, dar uneori și din zone mai îndepărtate.
Registrul original nu a supraviețuit, deși a scăpat de la un incendiu devastator care a avut loc în arhivele capitulului în jurul anului 1300. Unele pagini s-au rupt și au devenit confuze înainte ca episcopul Oradiei Gheorghe Martinuzzi să le tipărească în 1550. A fost retipărit de către Matthias Bel în Adparatus ad hist. Hung (Pressburg, 1735). și de Stephan Ladislaus Endlicher, în colecția Rerum Hungariae Monumenta Arpadiana (St. Gallen, 1849). Se pot găsi niște erori tipografice frecvente în prima ediție tipărită.
Este o sursă extrem de bogată și procesată doar parțial din istoria limbii maghiare.